# Kees van Berkel

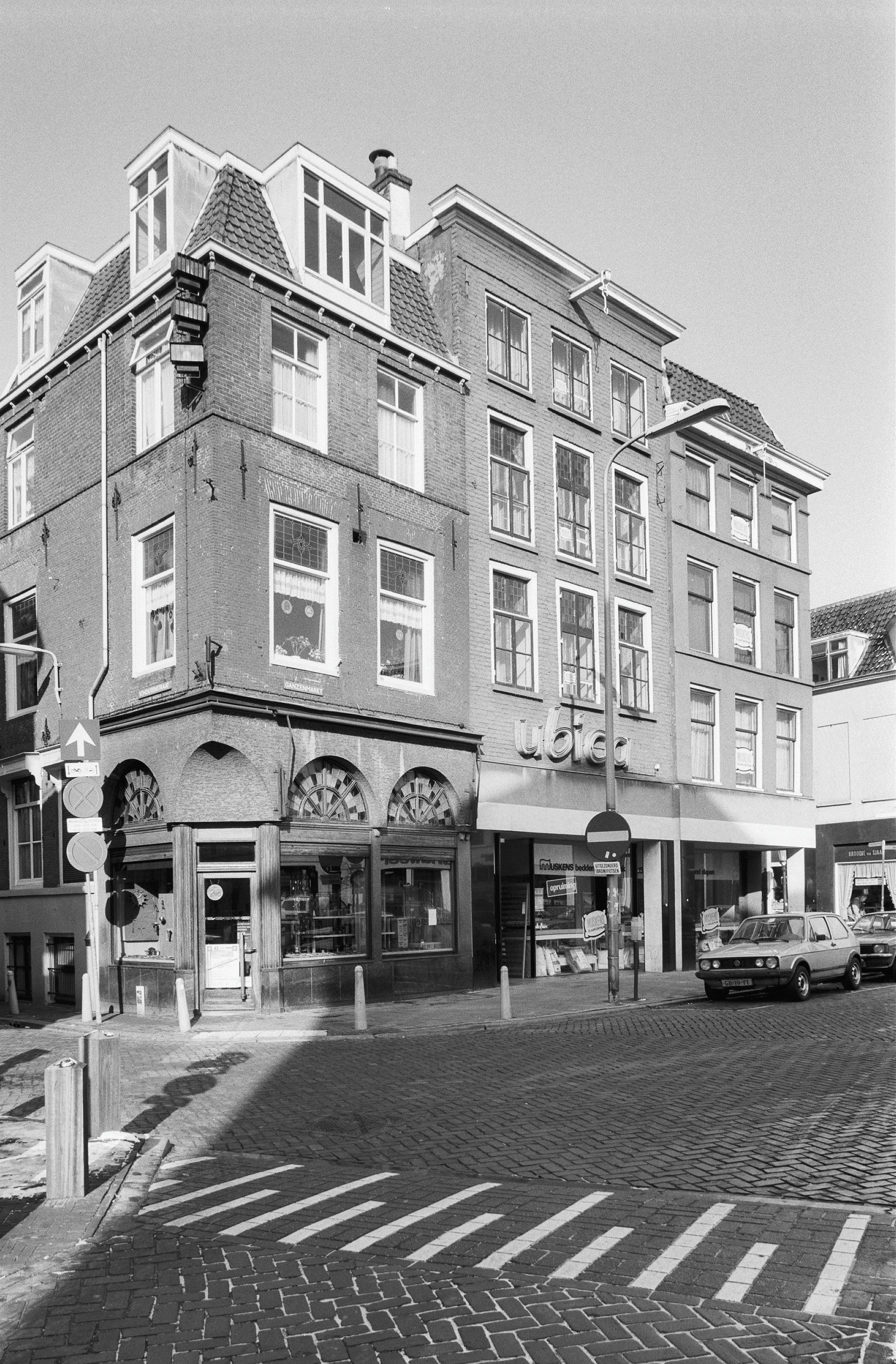
Het pand aan de Ganzenmarkt in 1987, enkele jaren voor de verhuizing naar De Bilt. Ernaast de Ubica-panden.

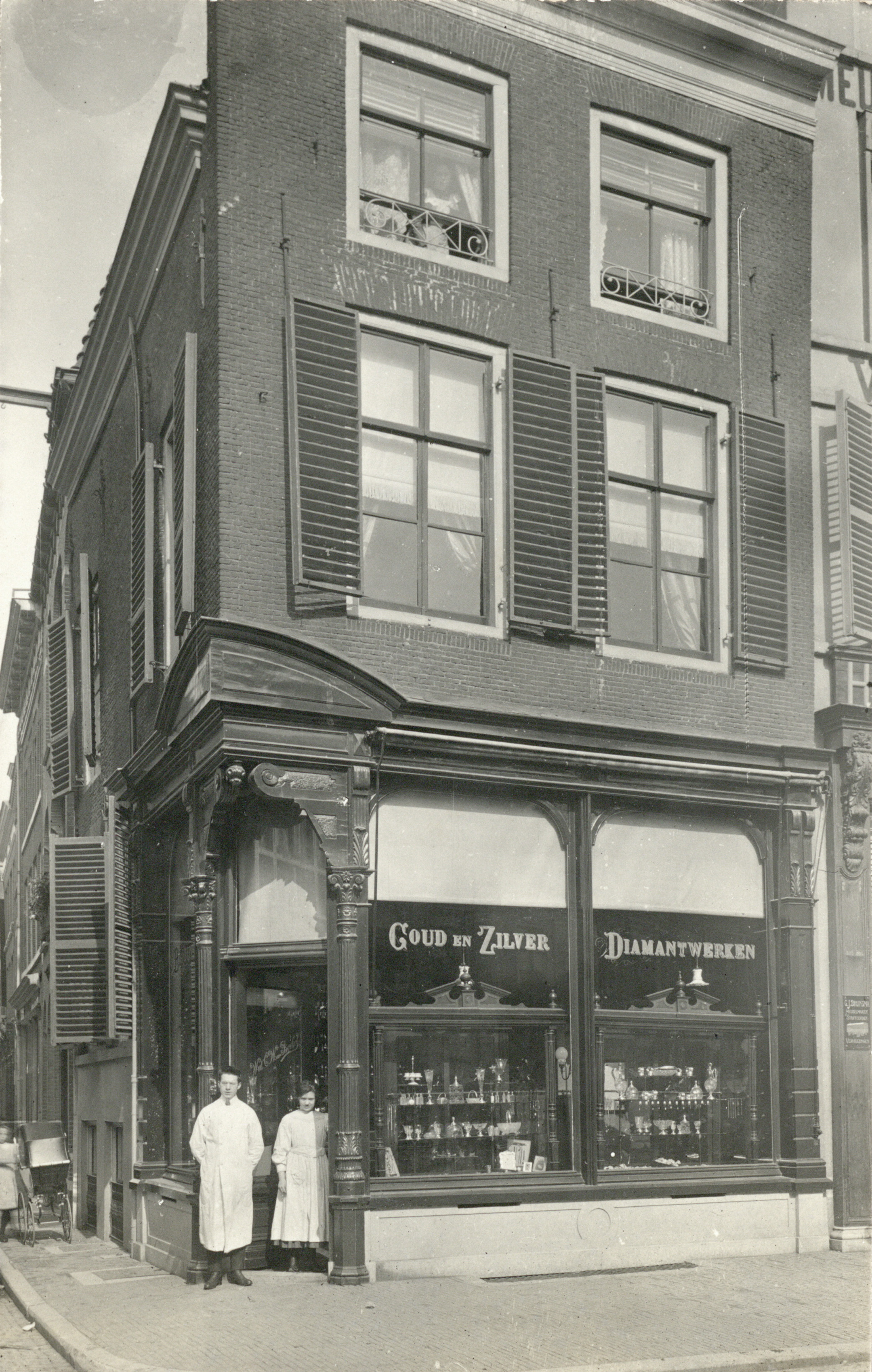
De winkel aan de Ganzenmarkt met André en Cor van Berkel, de vader en tante van Kees. Foto is enkele jaren na de Eerste Wereldoorlog genomen.

Kees van Berkel (Utrecht, 28 juli 1930 - aldaar 2009) was een edelsmid uit een Utrechts geslacht van edelsmeden. Hij was de eerste zoon in een katholiek gezin met acht kinderen en bracht met zijn vrouw Jetty zes kinderen groot. Hij werkte in Arnhem, Utrecht en De Bilt. Van Berkel was een eigenzinnig man, die echter het geloof sterk liet meewegen in zijn levenskeuzes.

## Afkomst en biografie
Op Ganzenmarkt 22, op de hoek van de Schoutenstraat, hadden de ouders van Kees van Berkel een edelsmederij die sinds 1885 in familiebezit was. Volgens zijn archiefonderzoek was de eerste edelsmid onder zijn voorvaderen Theodorus Casparus van Berkel, geboren 27 juli 1660 in ’s-Hertogenbosch. Diens afkomst uit een katholiek gezin was van belang voor kerkelijke opdrachten.
Kees was bestemd om priester te worden en werd op dertienjarige leeftijd naar het kleinseminarie in Ootmarsum gestuurd. Daar hadden enkele seminaries vanaf 1942 tijdelijk huisvesting gevonden, waaronder het Apeldoornse Aartsbisschoppelijk Klein-Seminarie. Later ging hij naar Zevenaar en Apeldoorn, maar na drie jaar verliet hij het seminarie om edelsmid te worden.
In 1957 trouwde hij na negen jaar verkering met Jetty Ponten, een dochter van de kerkmusicus en docent Hans Ponten. Beiden waren afkomstig uit de Utrechtse binnenstad en ze kenden elkaar sinds hun jeugdjaren. Het echtpaar kreeg vier meisjes en twee jongens. Zij was kinderverpleegster, maar naar de gewoonte van de tijd stopte ze voor hun huwelijk met haar werk.
Het gezin vestigde zich in Arnhem, maar verhuisde in 1963 op stel en sprong naar Utrecht, zie het kopje Opleiding en loopbaan. Daar werden de financiën een punt van zorg. Hij werkte zeven dagen per week en wilde ook niet anders, met alleen op zondagmiddag een uitje met de kinderen. Ondanks de zorgen konden die lid zijn van allerlei verenigingen. In de ruime kelders van het pand mochten klassenfeesten gegeven worden.
In 1989 woedde in de naastgelegen Ubica-panden een zware brand.
Jetty van Berkel werd slecht ter been en in 1990 verhuisden ze naar De Bilt, waar hij een werkplaats aan huis had. Jetty was zijn grote liefde en toen zij vijf jaar later een beroerte kreeg, nam hij de hele zorg op zich. Zij overleed in 1996 en hij miste haar erg, maar wilde niet denken aan een nieuwe relatie: Ik ben getrouwd met Jetty.
Bij gebrek aan een opvolger sloot hij de werkplaats in De Bilt rond 2000. Zijn broer Dré is overigens wel van 1966 tot aan zijn dood in 2014 edelsmid geweest aan de Hessenweg in De Bilt.

## Opleiding en loopbaan
Na de periode in het seminarie ging Van Berkel in 1946 in de leer bij de Utrechtse edelsmid Piet van Schaïk. Daarna werd hij begeleid door de bekende Utrechtse edelsmid Jan Eloy Brom, zijn grote voorbeeld.
Op de vakschool in Schoonhoven liep hij brandwonden op door een ongeluk met pek, waarna artsen hem een ander vak adviseerden. Hij ging door en volgde ook opleidingen in Arnhem (Academie voor Beeldende Kunsten), Münster (Werkkunstschule) en Keulen. In 1955 vestigde hij zich als zelfstandig edelsmid in Arnhem. Minstens twee broers werden ook edelsmid.
Na het Tweede Vaticaans Concilie (1962-1965) daalde de vraag van parochies naar tabernakels, kelken en andere liturgische voorwerpen dramatisch. Alleen de vraag naar sieraden en ambachtelijk smeedwerk voor particulieren bleef overeind.
Omdat het werk voor vader André van Berkel te zwaar werd, zouden de winkel en werkplaats in Utrecht door de zoons Dré en Jan overgenomen worden. Toen dat niet doorging nam Kees op dringend verzoek van zijn vader de zaak over, tegen zakelijke voorwaarden, wat neerkwam op een maandelijkse afdracht van 1200 gulden.
Voor de Maria Koninginkerk in Baarn heeft Van Berkel veel liturgisch gerei gemaakt in opdracht van bouwpastoor Visscher, die in Arnhem zijn buurman was. Tot de opdrachten behoorden een processiekruis en kandelaars die voor de ingebruikname op kerstavond 1962 klaar moesten zijn. Met hulp van een jongere broer, die nog op de Vakschool zat, lukte dat na een etmaal doorwerken.
Van Berkel was leermeester van de edelsmid, sieraadontwerper, medailleur, emailleur en graveur Jaap Rolf.

## Karakteristiek
Van Berkel was eigenzinnig, spraakzaam en ludiek en hij hield van edelstenen, maar verfoeide edelsteentherapieën. Hij weigerde te verkopen aan klanten die daarvoor kwamen, ondanks de tegenwerping van zijn vrouw dat ze althans als placebo konden dienen. Hij had plezier in het nagaan en bijhouden van gegevens; zo telde hij 33 kamers en 118 traptreden in de woning en de zaak aan de Ganzenmarkt. Ook schreef hij over de ervaringen in zijn werk en maakte hij aantekeningen en knipselmappen over uiteenlopende onderwerpen, onder andere over de Duitse bezetting van Nederland.
Verder legde hij een collectie mineralen en halfedelstenen aan. Onder de titel Kijgeru de Geode exposeerde hij die eind 1989 in de Utrechtse winkel en eind 1990, na de verhuizing, in De Bilt. Een geode is een steen met een natuurlijke holte en kijgeru staat bij hem voor een kijk, geniet ruimte; het acroniem sierde ook zijn huisdeur.

## Laatste jaren en nalatenschap
Kees van Berkel kreeg prostaatkanker en verhuisde terug naar Utrecht, waar hij in een seniorenwoning in Oog in Al zorg aan huis kreeg. Ondanks pijn en vermoeidheid bleef hij zeer actief en hij werd vrijwilliger in het Stadshospice Utrecht, een voormalige pastorie aan de Kanaalstraat.
Palliatieve sedatie werd hem geweigerd en euthanasie was mede vanwege zijn geloof geen optie. Tegen zijn levenseinde mochten de vrijwilligers een keuze maken uit zijn persoonlijke collectie. Ook organiseerde hij een afscheidsconcert in de Sint-Catharinakathedraal, waar hij onverwacht nog bij kon zijn.
Kees van Berkel overleed midden 2009 in Utrecht. Hij liet zes meter archief na en het Katholiek Documentatie Centrum in Nijmegen beheert een collectie van zijn ontwerptekeningen en foto's.